# Lago Toba
O lago Toba é um grande lago de origem vulcânica, de 100 km de comprimento e 30 km de largura (na verdade, o maior de todos eles), situado no centro da zona setentrional da ilha indonésia de Samatra. O lago Toba inclui a maior ilha no interior de uma ilha, chamada Samosir.

## Geologia

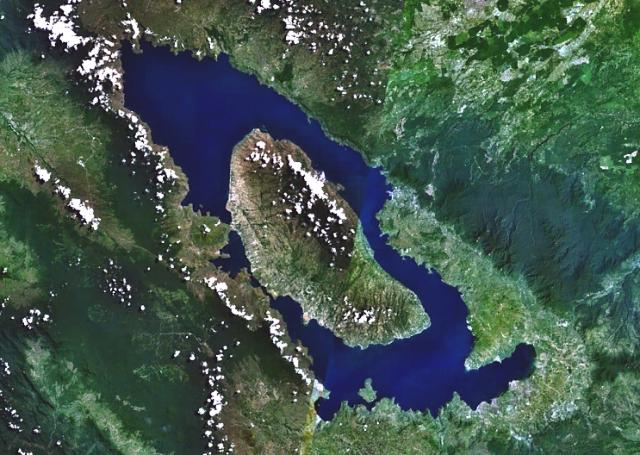
Imagem de satélite (Landsat) do Lago Toba

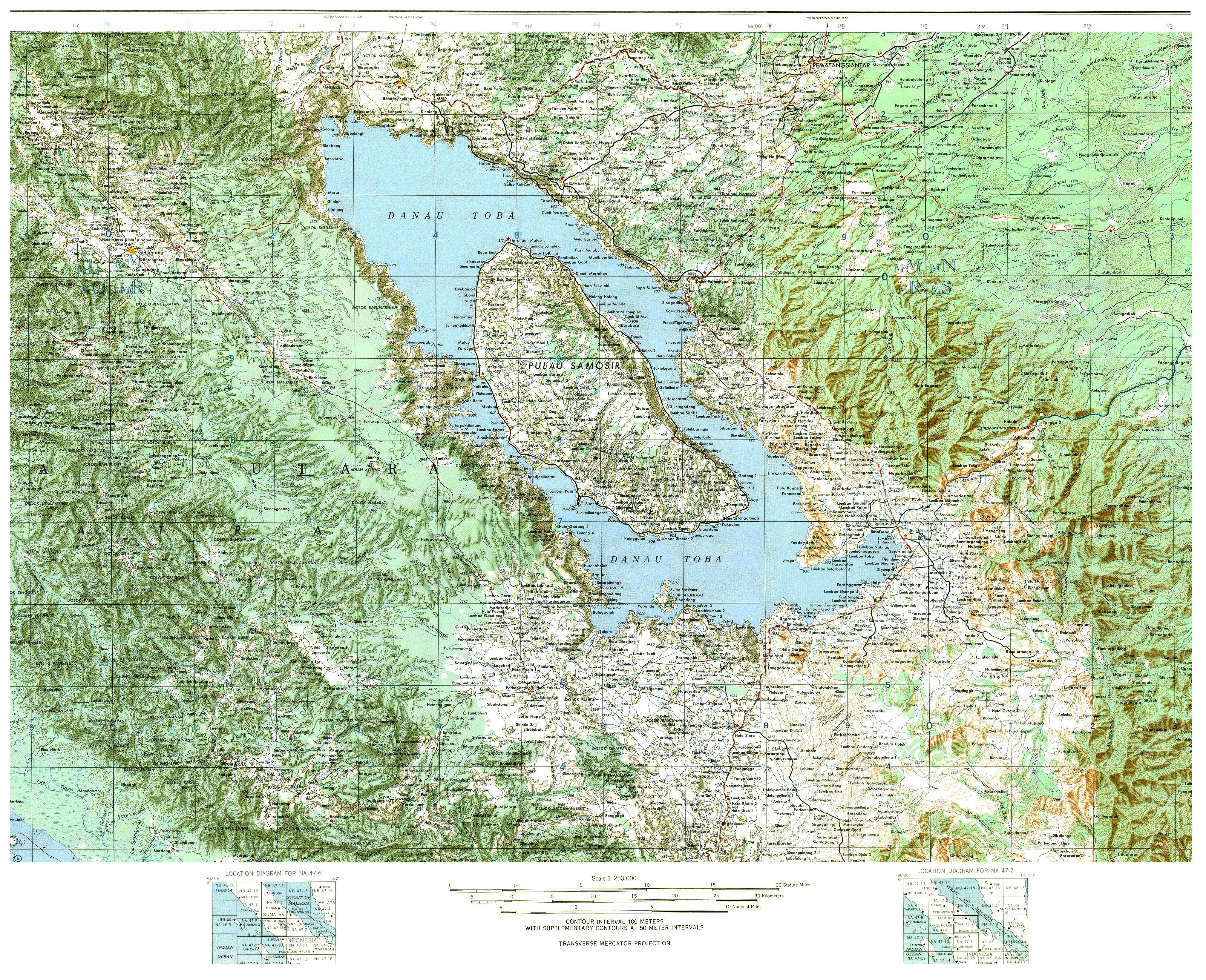
Mapa do Lago Toba

Em 1949 o geólogo holandês Kevin Timmermann afirmou que o lago Toba estava rodeado de uma capa de rochas ignimbritas, e que em sua origem foi uma grande caldeira vulcânica. Posteriores investigadores encontraram cinza de riólito, similar à ignimbrita ao redor do lago Toba, na Malásia e na Índia, a uma distância de 3000 km. Alguns oceanógrafos descobriram cinza do lago Toba no fundo do Oceano Índico oriental e no Golfo de Bengala.

## A erupção
A erupção do Toba tem sido datada em 73.000 ± 4.000 anos atrás. Se tem estimado um índice de explosividade vulcânica de 8, o que a converte no exemplo mais recente de uma erupção supervulcânica, e provavelmente na mais poderosa erupção ocorrida nos últimos dois milhões de anos.
Os especialistas Bill Rose e Craig Chesner, da Universidade Tecnológica de Michigan, estimaram a quantidade total de material erupcionado em uns 2.800 km³, dos quais 2.000 km³ correspondiam a ignimbritas que fluiram sobre a superficie, enquanto 800 km³ correspondem a cinzas que cairam em sua maior parte ao Oeste, devido à direção dos ventos. Uma explosão deste tipo poderia haver durado umas duas semanas. A explosão originou o colapso de uma grande área, criando uma extensa caldeira que resultou inundada, formando assim o lago propriamente dito. Posteriormente a base da caldeira emergiu formando Samosir, a península situada no centro do lago, na atualidade uma ilha artificial. Este fenômeno de imersão é bastante frequente nas caldeiras de grande tamanho, aparentemente devido à pressão ascendente do magma não erupcionado. Samosir é provavelmente a maior caldeira resurgente da Terra.
Muito poucas plantas e animais da Indonésia puderam sobreviver à erupção, a qual poderia haver causado uma extinção em massa quase completa em escala planetária. Há algumas evidências, baseadas no ADN mitocondrial, de que a espécie humana se reduziu a uns poucos milhares de indivíduos, devido à erupção do Toba, como afirma-se na teoria da catástrofe de Toba.

### Bibliográficas
- Rampino, Michael R. and Stephen Self (1993). «Climate-volcanism feedback and the Toba eruption of 74,000 Years Ago». Quaternary Research. 40 (3): 269-280. doi:10.1038/359050a0 (em inglês)
- Vazquez, Jorge A. and Mary R. Reid (2004). «Probing the accumulation history of the voluminous Toba Magma». Science. 305 (5686): 991-994 (em inglês)